# Clare Klaren
Clare Klaren (* 20. Jahrhundert) ist eine Fernsehschauspielerin.

## Auftritte
Clare Klaren hatte nur zwei Auftritte in US-Fernsehserien, der erste war 1982 in Ein Colt für alle Fälle in Episode 16 der ersten Staffel Howie im Ring (Ladies On The Ropes), wo sie die Catcherin „Marie“ spielte. 1983 spielte sie in der Sitcom Benson mit. Sie verkörperte dort „Petes Dreamgirl“ in der 16. Folge der vierten Staffel namens Boys Night Out.

## Filmografie
- 1982: Ein Colt für alle Fälle (The Fall Guy, Fernsehserie, 1 Folge)
- 1983: Benson (Fernsehserie, 1 Folge)